# Liste der Wappen im Landkreis Teltow-Fläming
Diese Liste zeigt die Wappen der Ämter, Städte und Gemeinden sowie Wappen von ehemals selbständigen Gemeinden und aufgelösten Landkreisen im Landkreis Teltow-Fläming in Brandenburg.

Wappen des Landkreises Teltow-Fläming[1]
Der Landkreis Teltow-Fläming in Brandenburg
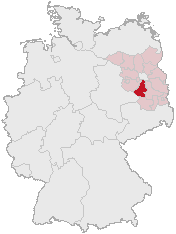
Der Landkreis Teltow-Fläming in Deutschland

## Wappen der Ämter
Die Ämter im Landkreis führen kein Wappen.

## Wappen der Städte und Gemeinden
Folgende Gemeinden führen kein Wappen:
| - Am Mellensee | - Ihlow | - Niederer Fläming |

- Stadt
Baruth/Mark[2]
- Gemeinde
Blankenfelde-Mahlow[3]
- Stadt
Dahme/Mark[4]
- Gemeinde
Dahmetal[5]
- Gemeinde
Großbeeren[6]
- Stadt
Jüterbog[7]
- Kreisstadt
Luckenwalde[8]
- Stadt
Ludwigsfelde[9]
- Gemeinde
Niedergörsdorf[10]
- Gemeinde
Nuthe-Urstromtal[11]
- Gemeinde
Rangsdorf[12]
- Stadt
Trebbin[13]
- Stadt
Zossen[14]

## Wappen ehemaliger Städte und Gemeinden

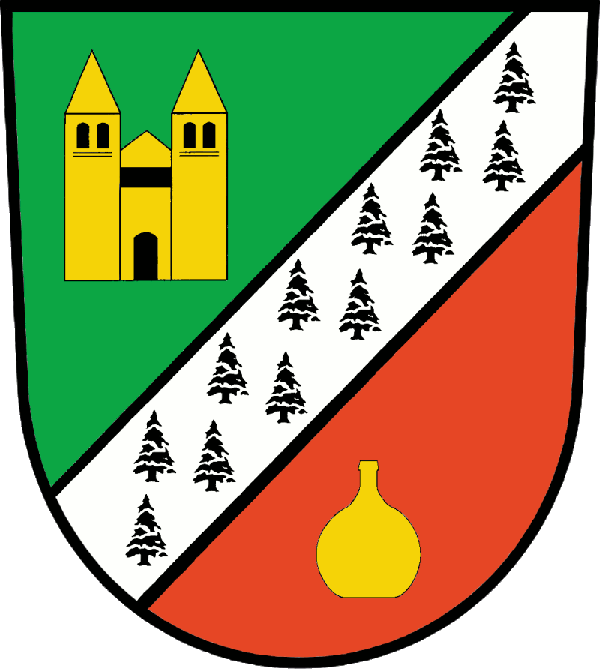
Stadt Baruth/Mark
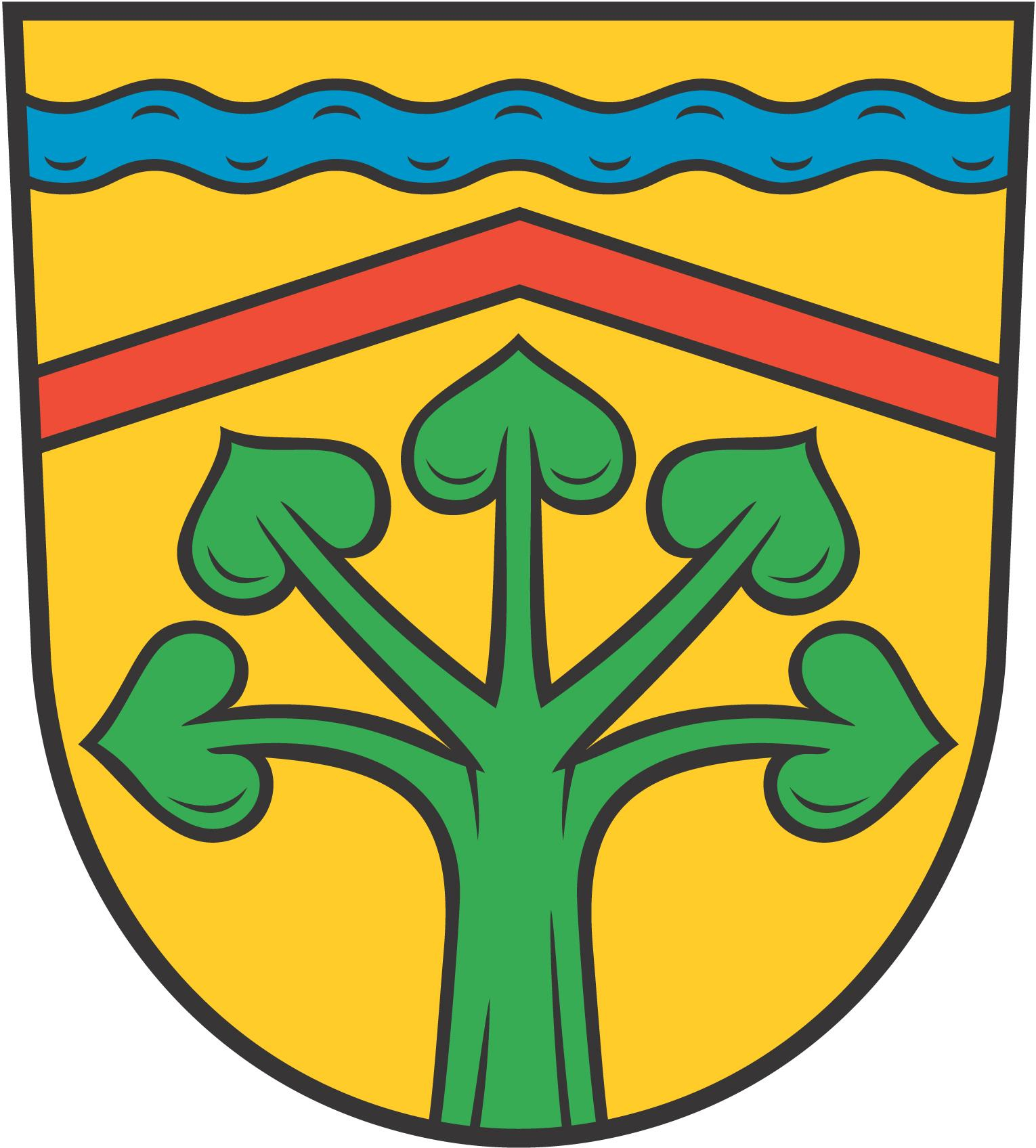
Gem. Blankenfelde-Mahlow Ortsteil Blankenfelde
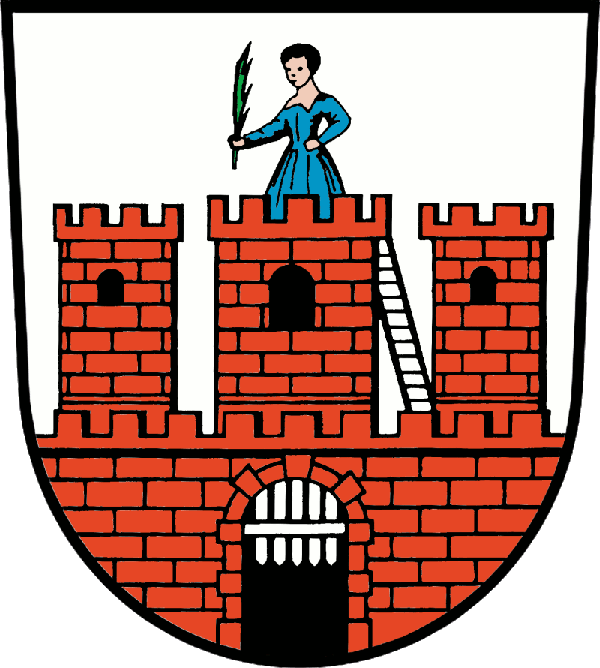
Stadt Dahme/Mark

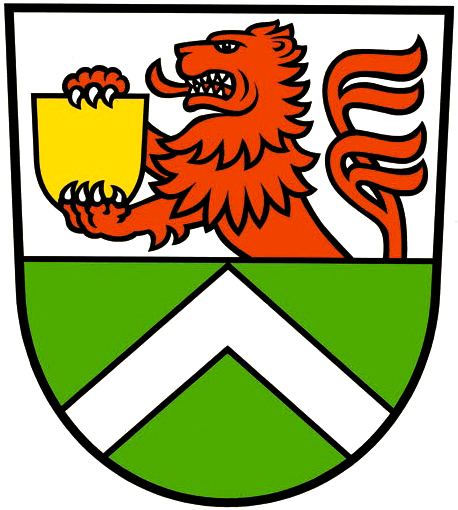
Gem. Blankenfelde-Mahlow Ortsteil Dahlewitz
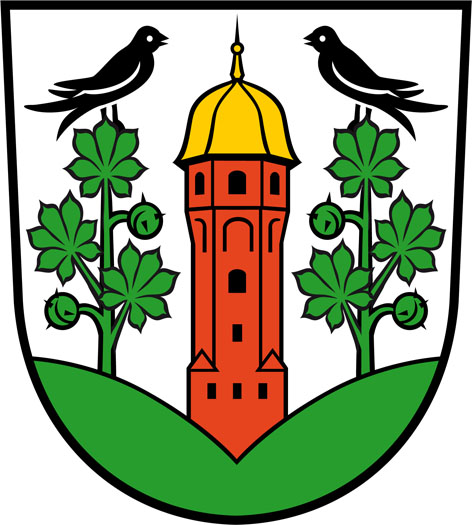
Gem. Blankenfelde-Mahlow Ortsteil Dahlewitz
Gemeinde Großbeeren Ortsteil Diedersdorf
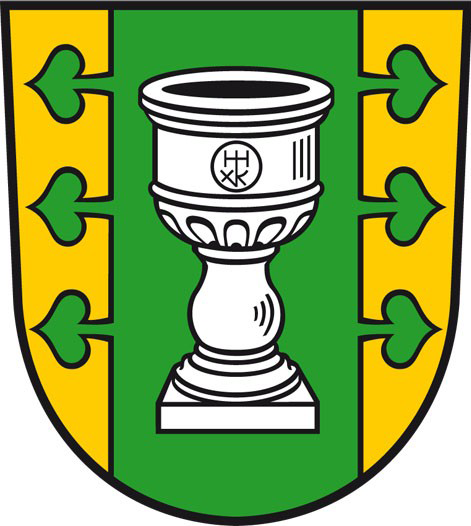
Gem. Blankenfelde-Mahlow Ortsteil Groß Kienitz
Gemeinde Rangsdorf Ortsteil Groß Machnow
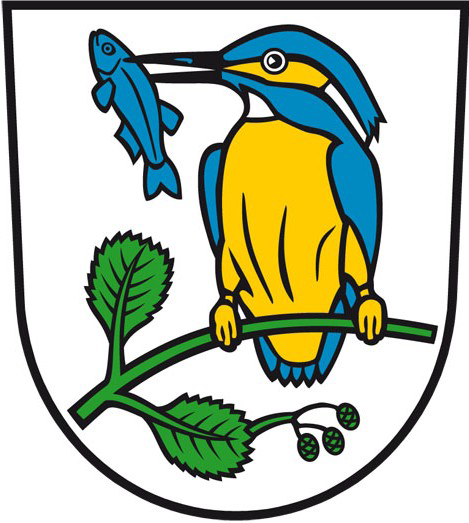
Stadt Zossen Ortsteil Kallinchen
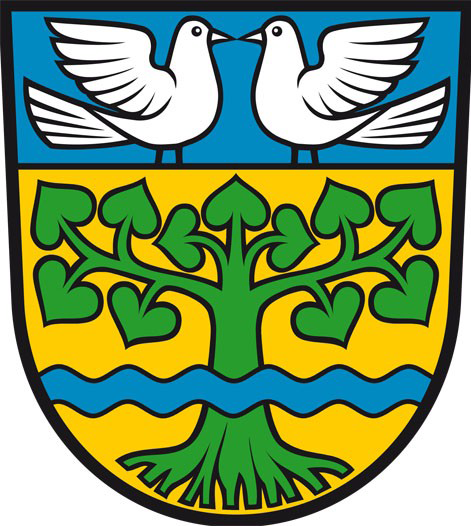
Gem. Blankenfelde-Mahlow Ortsteil Mahlow
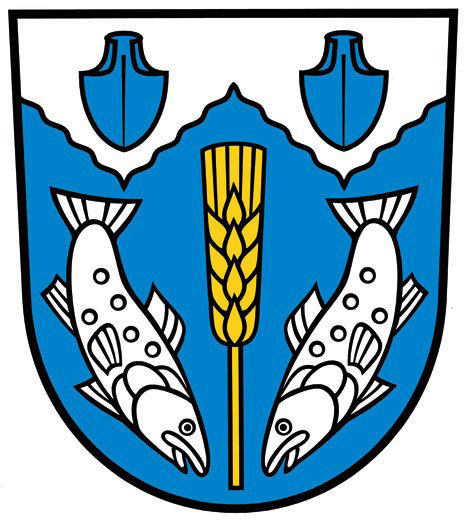
Stadt Zossen Ortsteil Wünsdorf
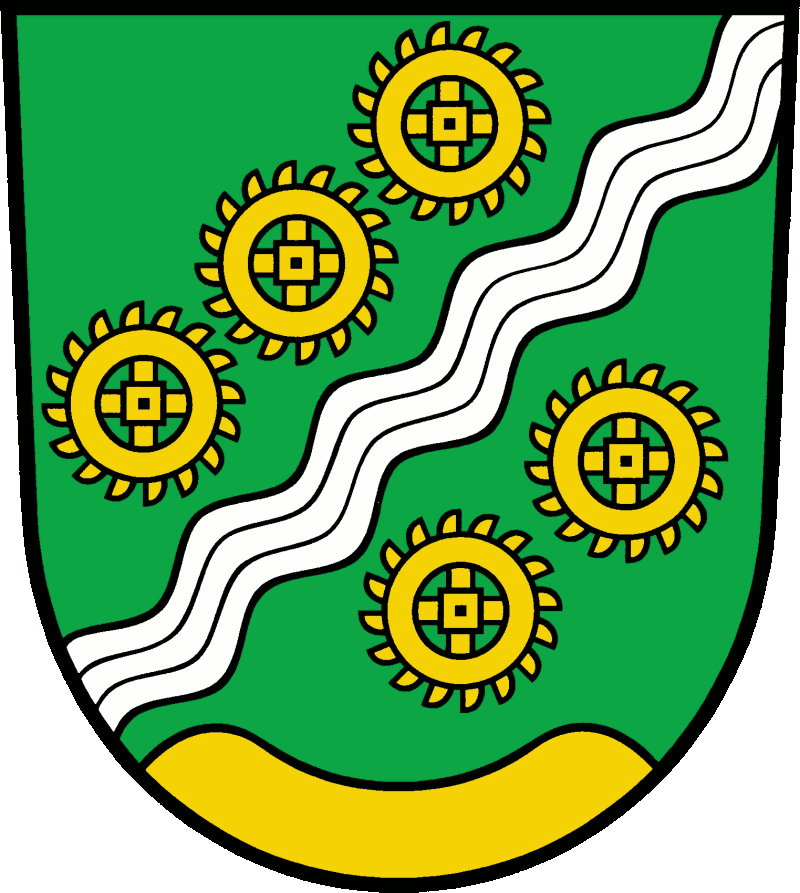
Gemeinde Großbeeren
Ortsteil Diedersdorf[15]
- Gem. Blankenfelde-Mahlow
Ortsteil Groß Kienitz
Gemeinde Rangsdorf
Ortsteil Groß Machnow
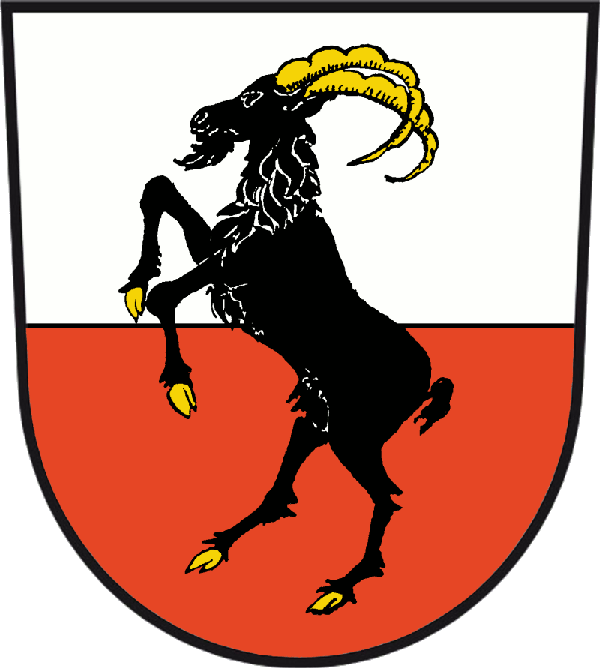
Stadt Zossen
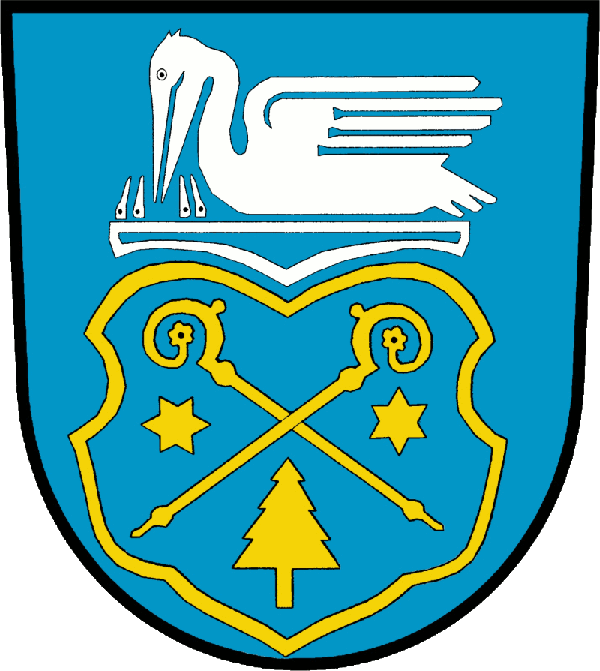
Kreisstadt Luckenwalde
Ortsteil Kallinchen
- Gem. Blankenfelde-Mahlow
Ortsteil Mahlow
Stadt Zossen
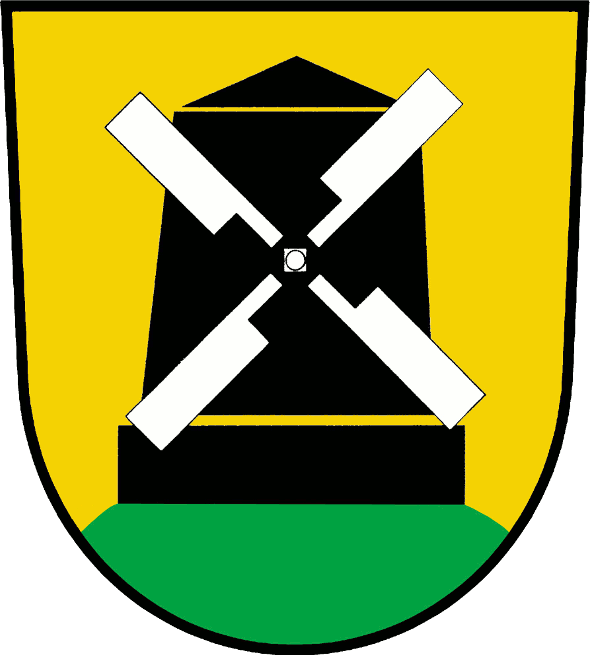
Gemeinde Niedergörsdorf
Gemeinde Nuthe-Urstromtal
Gemeinde Rangsdorf
Stadt Trebbin
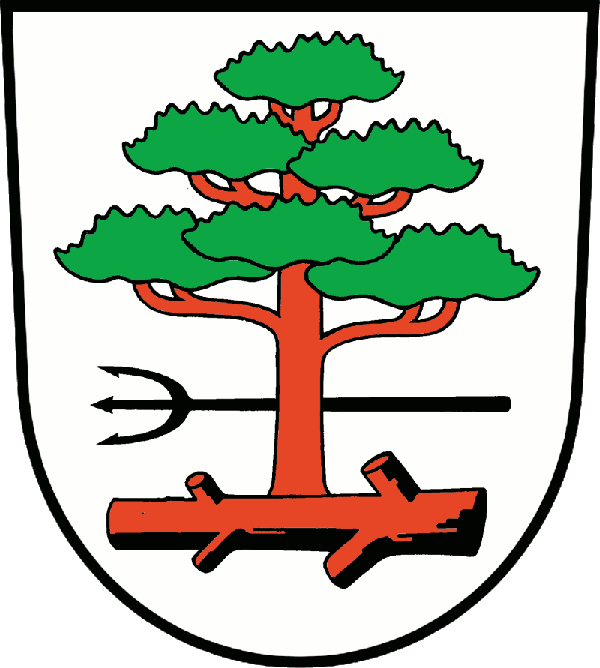
Stadt Zossen
Ortsteil Wünsdorf

## Historische Wappen

Stadt Baruth Wappen bis 2001
Stadt Ludwigsfelde Wappen bis 1965–1993
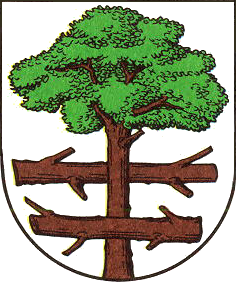
Stadt Zossen Wappen bis 1996

## Blasonierungen
1. ↑  Landkreiswappen: „Gespalten und halb geteilt von Silber, Rot und Silber über einem in vier Reihen von Schwarz und Silber geschachten Schildfuß; vorn ein halber goldbewehrter roter Adler am Spalt mit goldenem Kleestengel auf dem Flügel, hinten belegt mit einem goldenen Krummstab mit vier roten Edelsteinen am Knauf.“
2. ↑  Baruth/Mark: „Geteilt durch silbernen linken Schrägbalken von Grün über Rot; oben eine goldene doppeltürmige spitzbedachte Kirche mit einem Tor und je zwei Fenster in Schwarz; unten ein goldenes Glasgefäß. Der Linksbalken ist mit 12 schwarzen Tannen belegt.“
3. ↑  Blankenfelde-Mahlow: „In Gold mit blauer Wellenleiste in der Schildhauptstelle eine aus dem unteren Schildrand wachsende grüne fünfblättrige Linde, überhöht von einem abgeflachten roten Leistensparren.“
4. ↑  Dahme/Mark: „In Silber eine zinnengekrönte rote Mauer mit drei bezinnten Rundtürmen, offenem schwarzen Tor und hochgezogenem silbernem Fallgatter; auf dem höheren und stärkeren Mittelturm, an dem links eine schwarze Leiter lehnt, eine wachsende, natürliche, blaugekleidete weibliche Figur mit grünem Palmenzweig in der erhobenen Rechten.“
5. ↑  Dahmetal: „In Grün über goldenem Tal ein silberner schräglinker Wellenbalken begleitet nach der Figur von rechts drei und links zwei goldenen Mühlrädern.“
6. ↑  Großbeeren: „Geteilt von Silber und Blau, oben rechts ein abgeschnittener grüner Eichenzweig mit Früchten und links ein silbern-bordiertes schwarzes Eisernes Kreuz; unten ein rot-bewehrter, auffliegender, nach ausgestreuten goldenen Beeren schnappender silberner Schwan.“
7. ↑  Jüterbog: „In von Silber und Rot geteiltem Schild ein springender schwarzer Bock mit goldenen Hörnern und Klauen.“
8. ↑  Luckenwalde: „In Blau ein durchbrochener goldener Renaissanceschild, von Gold belegt mit zwei schräggekreuzten Krummstäben, bewinkelt vorn und hinten von je einem sechsstrahligen Stern und unten von einem Nadelbaum; der Schild wird silbern bekrönt von einem durchbrochenen Nest mit einem seine vier Junge fütternden Pelikan.“
9. ↑  Ludwigsfelde: „Gespalten von Schwarz und Silber, darin eine bewurzelte Kiefer in verwechselten Farben, rechts begleitet von einem goldenen Zahnrad und links von einem roten Vogelfang.“
10. ↑  Niedergörsdorf: „In Gold auf grünem Berg eine schwarze Windmühle mit silbernen Flügeln.“
11. ↑  Nuthe-Urstromtal: „Durch erniedrigten Wellenschnitt schräglinks geteilt, oben in Silber über einem schräglinken blauen Wellenbalken ein schwarzes Fachwerkhaus mit 23 goldenen Gefachen, unten in Grün eine goldene Ähre nach der Teilung.“
12. ↑  Rangsdorf: „Von Blau und Silber gespalten; vorn drei pfahlweise gestellte, links gewendete silberne Fische, hinten eine bewurzelte blaue Kiefer.“
13. ↑  Trebbin: „Unter silbernem Schildhaupt in drei Reihen zu vier Plätzen von Schwarz und Silber geschacht.“
14. ↑  Zossen: „In Silber zwischen einem jeweils querliegenden roten Baumstamm mit abgeschnittenen Ästen und dreizackigen schwarzen Fischspeer wachsend eine rote Kiefer mit grüner Krone.“
15. ↑  Diedersdorf: „Schräglinks geteilt von Blau und Gold; belegt oben von einem nach links gewendeten silbernen Halbmond, durchbohrt von einem schräglinken silbernen Pfeil, unten von einer schräglinken grünen Ähre.“